# 马丁·齐尔卡
马丁·齐尔卡（德語：Martin Zylka，1970年—），是德国导演和作家，出生于朗根费尔德。
马丁·齐尔卡將米歇尔·韦勒贝克的小说《战区扩张》改編為广播剧，该剧是2000年7月的月度广播剧。

## 部分作品

### 广播剧
- 2017年：三体（6集）中国科幻作家刘慈欣三体三部曲中的第一部，导演与改编，西德广播公司, 北德广播公司
- 2018年：三体：黑暗森林（4集），三体三部曲中的第二部，导演与改编，西德广播公司, 北德广播公司